# Sofia församling
För den tidigare församlingen i Jönköping, se Jönköpings Sofia församling.

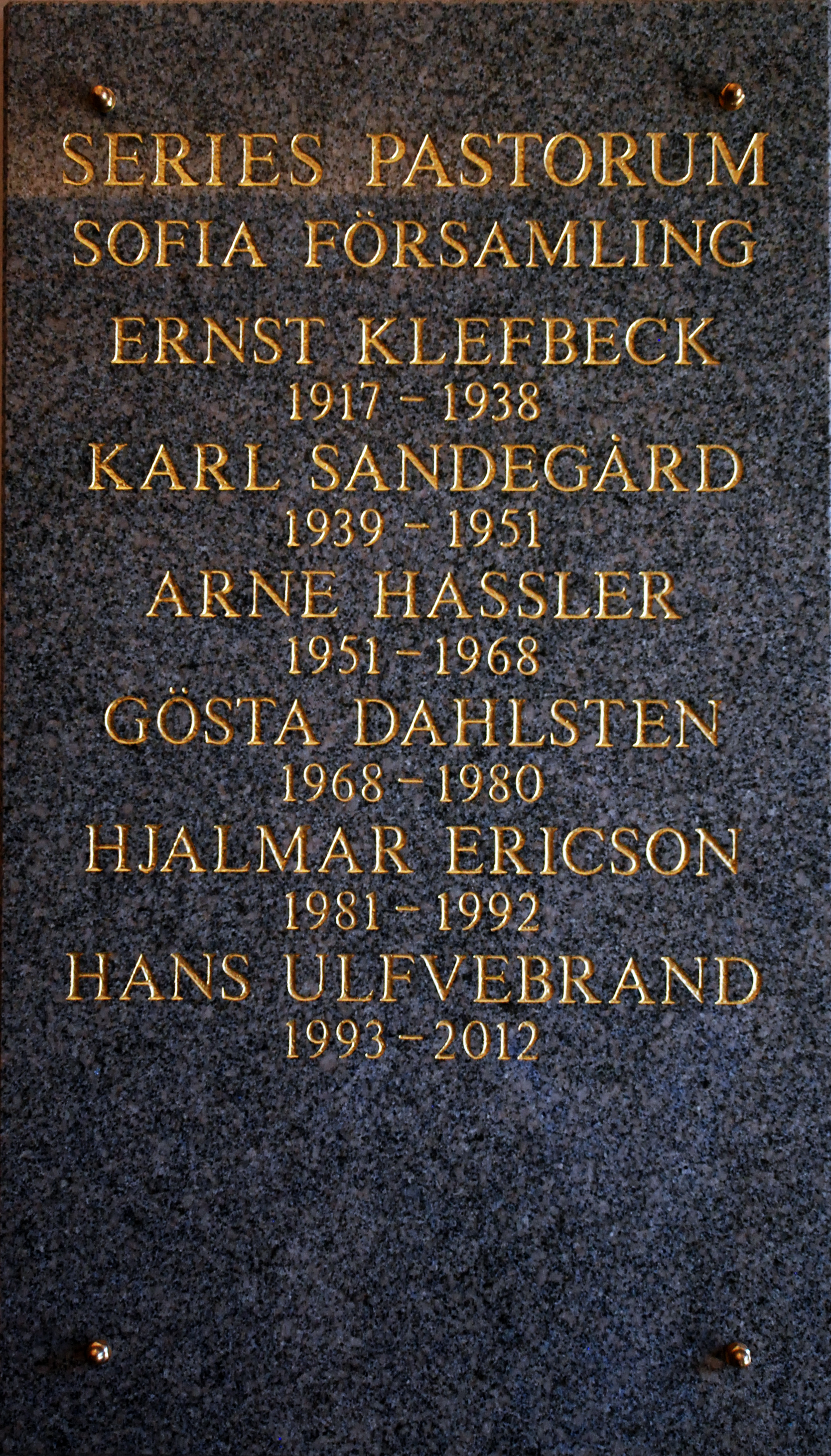
Series pastorum, Sofia församling

Sofia församling är en församling i Södermalms kontrakt i Stockholms stift. Församlingen ligger på Södermalm och i Södra Hammarbyhamnen (i folkmun 
Hammarby sjöstad) i Stockholms kommun i Stockholms län och utgör ett eget pastorat. Ibland används namnet Sofia för församlingens Södermalmsdel, eller för kvarteren kring kyrkan och Vita bergen.

## Administrativ historik
Församlingen är namngiven efter Sofia kyrka som i sin tur är namngiven efter Oscar II:s gemål drottning Sofia.
Enligt beslut den 10 juni 1912 förordnades att den del av Katarina församling, som begränsades av Stadsgården, Danviken, Hammarbysjö, Götgatan, Ringvägen och Renstjärnasgatan, skulle, sedan vissa villkor blivit uppfyllda, avskiljas från Katarina församling för att under namn av Sofia församling bilda eget pastorat. Enligt beslut den 31 december 1913 skulle beslutet om Katarina församling gå i verkställighet den 1 maj, som infaller året närmast efter det varunder församlingshus av viss föreskriven beskaffenhet blivit av den odelade Katarina församling för Sofia församlings räkning uppfört och godkänt. Jämlikt beslut den 16 februari 1917 trädde delningen i kraft den 1 maj 1917.
Församlingen har utgjort och utgör ett eget pastorat.

## Areal
Sofia församling omfattade den 1 januari 1921 en areal av 0,97 kvadratkilometer land. Församlingen omfattade den 1 januari 1976 en areal av 3,2 kvadratkilometer, varav 2,6 kvadratkilometer land.

## Kyrkor
- Sofia kyrka
- Sjöstadskapellet

## Kyrkoherdar
| Ämbetstid | Namn            | Levnadstid | Övrigt          |
| --------- | --------------- | ---------- | --------------- |
| 1917–1938 | Ernst Klefbeck  | 1866–1950  |                 |
| 1940–1951 | Karl Sandegård  | 1880–1968  |                 |
| 1951–1968 | Arne Hassler    | 1900–1985  |                 |
| 1968–1980 | Gösta Dahlsten  | 1918–2005  |                 |
| 1981–1992 | Hjalmar Ericson | 1927–1997  |                 |
| 1993–2012 | Hans Ulfvebrand | 1952–      |                 |
| 2013–     | Johanna Öhman   | 1965–      | Kontraktsprost. |

### Förste komministrar
| Ämbetstid | Namn                        | Levnadstid | Övrigt |
| --------- | --------------------------- | ---------- | ------ |
| 1918–     | Carl Oskar Herman Adolfsson | 1877–      |        |

### Andre komministrar
| Ämbetstid | Namn                        | Levnadstid | Övrigt                                          |
| --------- | --------------------------- | ---------- | ----------------------------------------------- |
| 1926–1927 | Oscar Krook                 | 1879–1949  | Senare kyrkoherde i Ulrika Eleonora församling. |
| 1929–1942 | Carl Gustaf Emanuel Collini |            | Senare kyrkoherde i Brännkyrka församling.      |

## Organister
Lista över organister.
| Ämbetstid | Namn                   | Levnadstid | Övrigt    |
| --------- | ---------------------- | ---------- | --------- |
| 1906–1945 | Sara Wennerberg-Reuter | 1875–1959  | Organist. |
| 1952–1976 | Hilding Asker          | 1910–1983  | Organist. |
| 1973–     | Åsa Burman Laxvik      | 1943–      | Organist  |
| 1979–2019 | Arne Johansson         | 1953–      | Organist  |
| 1997–     | Henrik Arlestrand      | 1972–      | Organist  |
| 2006–     | Bolla Henriksson       | 1980–      | Organist  |
| 2009–     | Erik Westerlind        | 1984–      | Organist  |